# Eggdrop
Eggdrop är en IRC-bot gjord på öppen källkod och är den äldsta IRC-boten som fortfarande aktivt utvecklas.

## Historia
Den är ursprungligen skriven av Robey Pointer som släppte originalet 1993 för att hjälpa och beskydda EFnet-kanalen #gayteen. Det är den äldsta IRC-boten som fortfarande aktivt utvecklas.
Eggdrop var ursprungligen skriven för att skydda IRC-kanaler från övertagningsförsök och andra sorter av IRC-attacker, så som flood-skydd.   

## Funktioner
Boten är skriven i programmeringsspråket C och är uppbyggd i C-moduler, och med Tcl-scripts kan användare utöka botens funktioner ytterligare.
Det finns stora mängden av Tcl-script tillgängliga på internet för att utöka funktionerna, de flesta av dem är skrivna av Eggdrop användare. Script som finns tillgängliga för att utöka funktionerna är bland annat: Statistik script, användar- och kanal hantering, script för att hämta information (till exempel google och imdb scripts, botnet hantering, spamscript, och mycket mycket mer.
Eggdrop innehåller även ett botnät, vilket tillåter flera botar att kopplas ihop för att dela information och kunna agera koordinerat. Botnätet har en "party line", som ger användare tillgång till boten och ev. botnät den är ansluten till med hjälp av DCC Chat och telnet. Användare inloggade på olika bootar kan kommuncera med hjälp av botnätet liknande en väldigt minimerad IRC-server.